# Sukkalmah
Sukkalmah ('gran regent') fou el títol reial dels reis elamites de Simashki (reis d'Anshan i Susa) entre el 2000 i el 1500 aC i. És documentat a partir de la tercera dinastia d'Ur.